# Kibuț

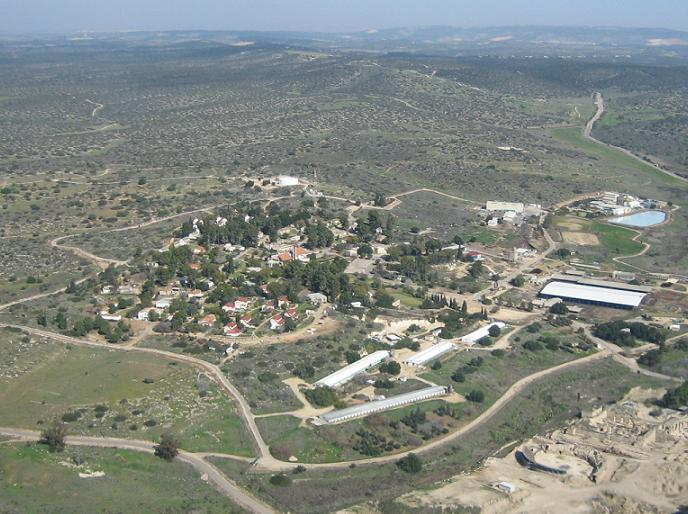
Kibuțul Beit Guvrin, înființat în 1949 în regiunea Zona Lahiș din centrul-sudul Israelului - vedere aeriană

Kibuț (ebraică:קיבוץ, kibuț = "colectiv", plural: kibuțim, de la verbul lekabeț = „a aduna, a strânge, a colecta”, pluralul ebraic: kibuțim) este un tip de comunitate rurală cooperatistă colectivă, caracteristică Israelului și sionismului social-democrat și socialist. Membrul unui kibuț este numit în ebraica modernă kibuțnic, termen format sub influență slavă, după tipicul limbii idiș.
În perioada celei de-a Doua Aliyá se folosea denumirea "kvuțá" (קבוצה, kvutzá), termen însemnând în ebraică „grup” sau „grupă”. Din anii 1920 s-a încetățenit denumirea înrudită de kibuț. 

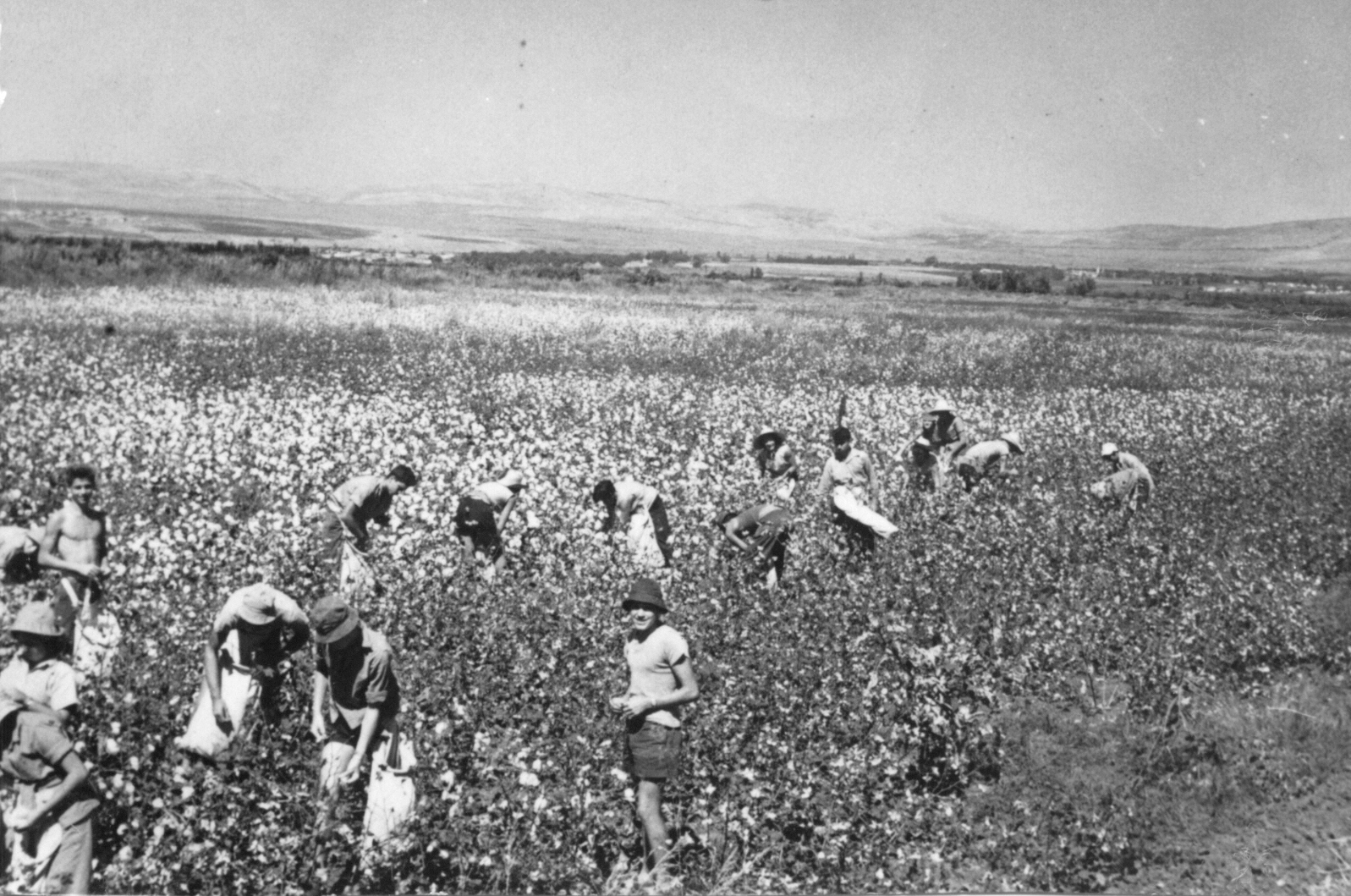
Recoltarea manuală a bumbacului în kibuțul Shamir, 1958

Kibuțurile au servit drept instrument principal pentru transpunerea în realitate a sionismului, mai ales in varianta socialistă și social-democrată a acestuia: reașezarea evreilor în Palestina- Eretz Israel, desenarea granițelor viitorului stat evreiesc, utilizarea în sfera productivă a forței de lucru evreiești, crearea unei societăți de tip nou, egalitare-socializante, bazată pe o viață cumpătată, cu cinstirea valorilor etice și nu a averii materiale  personale. Ele au creat pentru multă vreme o elită socială a Ishuvului (a colectivității evreiești din Palestina), iar apoi a statului Israel de la începuturi. Au început ca entități comunitare care au promovat egalitarismul și punerea totală în comun a proprietății. Destul de curând însă, ele s-au organizat în federații denumite "mișcări" și au înființat organizații federative suplimentare în scopul luptei lor politice și în alte scopuri, de exemplu economice, precum cooperativa Tnuva pentru desfacerea în comun a produselor lactate. Aceste organizații au limitat de la început cooperarea deplină, dar nu au schimbat principiile declarate ale vieții în comun și ale educației colective comunitare.

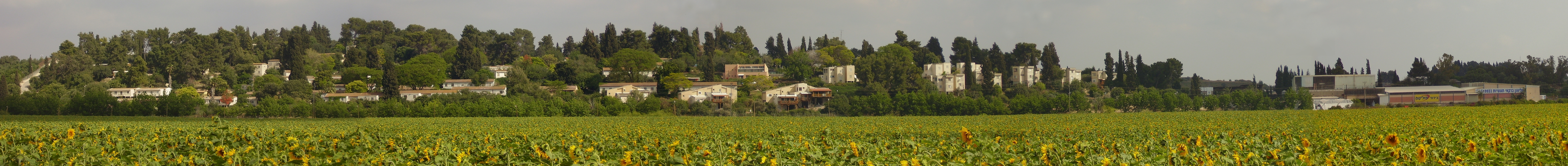
Imagine panoramică a kibuțului Barkai din regiunea Wadi Ara

Din rândurile membrilor kibuțurilor s-au ridicat personalități care au jucat un rol central în viața politică, economică, culturală și științifică a comunității prestatale și, după 1948, a Israelului. De asemenea, kibuțurile au adus la vremea respectivă o contribuție majoră la organizațiile de apărare Haganá și Palmah. Membrii lor continuă să aibă o pondere mult peste proporția lor din populație în rândurile corpului ofițeresc al armatei israeliene, între soldații combatanți și aviatori.
În primul parlament israelian, primul Knesset,în 1948, au fost aleși 26 membri de kibuț din totalul de 120 locuri, de trei ori mai mult decât proporția de atunci a kibuțnicilor în populație. În guvernul israelian din 1955 făceau parte 5 membri ai kibuțurilor. Două kibuțuri au fost mai prolifice în a ridica lideri politici: Mishmar Haemek și Ein Harod. Din fiecare au provenit în cursul anilor câte cinci membri ai Knessetului. Din kibuțul Merhavia au fost aleși cu vremea, trei membri ai Knessetului.
În Israel în anul 2012 existau un număr de 274 de astfel de așezări comunitare, din care 23 religioase (în anul 2004 266, din care 16 religioase). Populația kibuțurilor în 2004 (106.000) reprezenta 2,1% din populația evreiască a Israelului, 1,7% din întreaga populație a țării. In 2009 kibuțurile numărau 123.000 membri. Numărul locuitorilor din kibuțuri a ajuns în anul 2013 la circa 140.000, 1,6% din populația Israelului 
Majoritatea kibuțurilor (80%) sunt situate la periferie - în nordul și sudul țării, de la zona de graniță cu Libanul la nord și până în zona deșertică Arava la sud. 
Ca idee de bază, kibuțul implică un grad avansat de cooperație agricolă în care totul în cadrul său este proprietate colectivă a membrilor săi. Această ideologie, considerată utopică, s-a născut sub influența curentelor de idei socializante și umaniste din estul și centrul Europei în împrejurările însoțite de mari lipsuri materiale ale reașezării agricole a evreilor europeni pe meleagurile Palestinei otomane.
Traiul simplu, și ideologia idealistă, dar în majoritatea cazurilor laică, care pune în primul plan idealurile etice față de cele materiale, și obligațiile față de colectivitate - de ajutor reciproc - în raport cu aspirațiile individuale, precum și succesele înregistrate de aceste cooperative în întemeierea agriculturii și economiei moderne din Israel, au captivat atenția multora pretutindeni și au dus și la tradiția existentă multă vreme în numeroase mișcări de tineret din lume, mai ales la cele social-democrate și socialiste, de a trimite voluntari care să fie martori la fața locului ai acestui stil de viață. 
În anii 1960-2000 circa 400.000 de tineri din toate colțurile lumii au petrecut zile, rămase viu în amintire, ca voluntari în kibuțurile din Israel.
Cu timpul comunitățile au trebuit să facă unele compromisuri practice, ținând seama de cerințele realității în schimbare.
Astfel kibuțurile au funcționat în mijlocul unei societăți înconjurătoare în care s-a dezvoltat un sistem economic capitalist și s-au organizat, pentru a-și apăra interesele, în mai multe uniuni și mișcări organizatorico-politice. În anul 2010 kibuțurile ocupă 10% din pământurile din posesia statului.
87% din aceste terenuri servesc agriculturii.
Venitul kibuțurilor din agricultură este de circa 6.5 miliarde de shekeli, iar venitul lor din industrie - de 32 miliarde de shekeli.

În anii 1970-1980 în Israel s-au schimbat sistemul economic și modul de viață, rolul agriculturii în economie a scăzut, nivelul de trai în kibuțuri nu mai era satisfăcător în raport cu pătura mijlocie israeliană, unele posibilități de credit au fost închise, copiii din kibuț nu au mai fost crescuți în afara casei părintești, în "casa copiilor", datoriile făcute de cooperative în scopul construcțiilor și al înființării de întreprinderi industriale au crescut vertiginos odată cu creșterea mare a inflației.
Cu timpul, multe din kibuțuri au recurs nu numai la voluntari, ci și la angajarea de salariați din afara lor, au fost nevoite să renunțe la o parte din activitățile din domeniul agriculturii, devenite nerentabile, și să dezvolte ramuri economice noi - industriale, inclusiv din domeniul hi-tech, de servicii și de turism. Persoane alese în posturi cheie la conducerea kibuțurilor au beneficiat uneori de avantaje materiale și privilegii care au dus la crearea până și în unele kibuțuri a unei stratificări sociale și la apariția unei pături mai înstărite. Această schimbare socială a ieșit și mai mult la iveală cu ocazia procesului de privatizare pe care au trebuit să-l treacă în ultimele două decenii numeroase astfel de cooperative. Mulți membri au părăsit cooperativele și mulți dintre tineri nu s-au mai întors după satisfacerea serviciului militar și studii. În anii 1980 majoritatea kibuțurilor au intrat în criză, devenind practic falimentare.
În anul 1977, în urma alegerilor care au dus la pierderea guvernării de către Partidului Muncii, noua guvernare bazată pe partide liberale și conservatoare în frunte cu Menahem Beghin a dat o puternică lovitură influenței mișcărilor kibuțiene în viața politică a țării. Menahem Begin, în campania sa electorală, a denunțat "piscinele" și nivelul înalt de viață al membrilor kibuțurilor, în marea lor majoritate evrei așkenazi, în raport cu statutul inferior și frustrările social-economice ale locuitorilor din așa numitele "așezări de dezvoltare" din jur, majoritatea noi imigranți din țările afro-asiatice și urmașii lor. Guvernul de centru-dreapta nu a mai ajutat economic kibuțurile ca guvernele predominant social-democrate din trecut.
Pentru soluționarea crizei kibuțurilor, în anii 1989 și apoi în 1996 acestea au ajuns la un acord cu guvernul și cu băncile, prin care au fost șterse o mare parte din datoriile acumulate, celelalte au fost reeșalonate pe o perioada de 20 de ani, terenurile ocupate de ele au fost  transferate Fondului funciar al Israelului in schimbul unor despăgubiri, iar kibuțurile au renunțat la partea lor (25%) din cooperativa de producție și desfacere de produse lactate Tnuva.
Până în anul 2013 o mare parte a kibuțurilor au aplicat acordurile de redresare și plată a datoriilor și au început să se redreseze economic și demografic. 
La îmbunătățirea situației economice a kibuțurilor a contribuit: administrarea gospodăriei pe principii economice moderne, raționale și competitive, cu separarea completă între conducerea economiei productive și comunitatea locuitorilor, toate ramurile economice, inclusiv serviciile, bazându-se pe criterii de profit financiar, și trecerea la venituri diferențiale ale membrilor și familiilor. 
În 2013 pensionarii primeau în 50% din kibuțuri o pensie medie de 3.500 șekeli. Într-o șesime din kibuțuri, pensia depașea 4.360 șekeli. În zeci de kibuțuri însă, pensia era sub 3000 șekeli, ceea ce era insuficient.
În urma crizei economice din anii 1980 și a reformelor ce i-au succedat, sistemele actuale de remunerație în kibuțuri sunt în prezent de trei feluri:
- colectivist sau comunal - în care împărțirea veniturilor este colectivă, egală și egalitară. Se ține seamă în mod deosebit de mărimea familiilor, numărul de dependenți, ca și de vechimea în kibuț (vârsta înaintată). Altfel, nu există nici o legătură între venit și contribuția individuală la acel venit.
- integrativ - venitul individual e format din trei părți: partea egală (ca mai sus), partea cuvenită pentru cei de vârstă înaintată, și o parte suplimentară cuprinzând un procent din contribuția personală la venitul kibuțului. Proporțiile dintre cele trei părți variază de la un kibuț la altul.
- al rețelei de siguranță, cu venit diferențial: împărțirea venitului se bazează, în principal, pe indexul de salariu și pe capacitatea de câștig. Cu cât membrul câștigă (pentru kibuț) mai mult prin activitatea sa, cu atât se bucură de o mai mare parte din venitul kibuțului. Un anumit procent din salariul brut este dedus de către kibuț în favoarea cheltuielilor comune și a suplimentului de venit ce se alocă acelor persoane al căror salariu nu atinge nivelul minim de venit stabilit de kibuț, ceea ce se numește „rețea de siguranță”. Locuințele au devenit proprietatea privată a membrilor. Acest sistem caracterizează kibuțurile care au optat pentru diverse stadii și moduri de „privatizare”.

El reprezintă o trecere a responsabilităților, fără cale de întoarcere, de la ansamblul kibuțului la persoane individuale și unitățile familiale.
Un număr mic, de numai 20 așezări, au adoptat sistemul integrativ. 60 (27%) s-au definit drept kibuțuri colectiviste sau comunaliste - Kibuț șitufí -, optând pentru sistemul dintâi.
În schimb, 170 dintre kibuțuri, denumite „reînnoite” sau reformiste - Kibuț mithadéș-, au adoptat al treilea sistem, privatizarea cu rețea de siguranță. 
. Până în 2013 numărul kibuțurilor „reînnoite” a crescut la 195 dintr-un total de 274.